# Ötödik koalíciós háború
Az ötödik franciaellenes koalíció létrehozásának a fő kezdeményezője a Habsburg Birodalom volt. Ez a háború Ausztria számára más volt, mint az előző koalíciós háborúk, ugyanis fokozódott az osztrák császári hadsereg harci szelleme és győzni akarása.
A hadműveletek során azonban a kezdeményezés Napóleon császár kezében volt. Az eckmühli csatában az osztrákok jelentős vereséget szenvedtek. Napóleonnak ugyan megsebesült a lába, de a csatatéren maradt. A győzelem következtében szabad volt az út Bécs felé, s a francia csapatok elfoglalták a császárvárost. A megszállást az osztrákok nem tekintették a háború végének, és a vereség nem törte meg az ellenállást.
Napóleon a Duna egyik ágán elhelyezkedő Lobau-szigetről pontonhidat építtetett, amelyen átkelve a franciák megtámadták az osztrák seregeket Aspern és Essling közelében. A kétnapos csata nagyon kegyetlen és véres volt. Napóleon itt könyvelhette el az első jelentősebb kudarcát, mivel nem sikerült győznie, valamint Aspern és Essling is az osztrákok kezén maradt. A franciák rendezett visszavonulása után mindkét fél a végső összecsapásra készült.
1809. július 5–6-án lezajlott wagrami csata során Napóleon viszont döntő győzelmet aratott az osztrákok fölött. A kegyetlen és véres ütközet során mindkét fél nagy veszteségeket szenvedett. A csatában Napóleon új taktikát vezetett be: a faltörő kos módszerét, vagyis az ellenség hadseregének centruma ellen három, szorosan zárt hadosztályt küldött, így bontotta meg a csapatok egységét. A taktika sikeresnek bizonyult, az osztrákok meghátráltak.
A csata után I. Ferenc osztrák császár megingott, és fegyverszünet megkötésére kényszerült, ami októberben a schönbrunni békeszerződés megkötéséhez vezetett. Vagyis véget vetett annak a háborúnak, amelyet a Habsburg Birodalom vívott a német államok feletti francia ellenőrzés megtöréséért. A béke megpecsételése érdekében Napóleon elvált első feleségétől, Joséphine de Beauharnais-tól (aki nem tudott neki férfi örököst szülni), és nőül vette Ferenc császár legidősebb leányát, Mária Ludovika főhercegnőt (Mária Lujzát).